# Austro-Cyclecar
Austro-Cyclecar byla značka rakousko-uherských automobilů vyráběných v Novém Jičíně.

## Historie firmy
Amatérský automobilový závodník a spolumajitel továrny na klobouky J. Hückel’s Söhne Fritz Hückel (1885–1973) založil v roce 1913 novou společnost v Novém Jičíně a začal s výrobou automobilů se značkou Austro-Cyclecar. nebo jen Austro. Generální zastoupení převzal Eduard Schlosser. V roce 1914 firma výrobu automobilů ukončila a Fritz Hückel založil po první světové válce společnost Kleinautowerke Fritz Hückel v Šenově u Nového Jičína.

## Vozidla
První vyráběný typ 5/7 PS byl cyclecar, malý automobil poháněný vidlicovým dvouválcem firmy NSU. Později byl používán vodou chlazený motor V2 značky Laurin & Klement. Převodovka byla čtyřrychlostní. Přenos výkonu motoru zajišťovaly řetězy, diferenciál chyběl. Zvláštností vozu bylo nezávislé zavěšení kol. Hmotnost vozu byla pouze 260 kg. Cena byla stanovena na 2800 korun.
V roce 1914 uvedla firma na trh větší model se čtyřválcovým motorem o výkonu 14 koní. Výkon motoru přenášel na zadní nápravu s diferenciálem kardan. Pohotovostní hmotnost vozu byla 400 kg.

## Účast v závodech
Vozy firmy se účastnily automobilových závodů. Eduard Schlosser dojel 7. září 1913 na druhém místě v závodě spolehlivosti, který pořádal Allgemeinen Motorfahrer-Verband (AMV) na v okolí Semmeringu. První místo získal Saša Kolowrat na voze Austro-Daimler Sascha. Čtyřválcový model se 5. dubna 1914 účastnil závodu Zbraslav-Jíloviště.